# Finland op het Eurovisiesongfestival 1961
In 1961 maakte Finland zijn debuut op het Eurovisiesongfestival. Het land werd vertegenwoordigd door zangeres Laila Kinnunen met het lied Valoa ikkunassa.

## Selectieprocedure
De finale werd gehouden in de Työväenopisto in Helsinki en werd gepresenteerd door Aarno Walli. Vier kandidaten namen deel. Het winnende lied werd gekozen door een vakjury.

#### Uitslag
| Plaats | Artiest           | Lied            |
| ------ | ----------------- | --------------- |
| 1      | Laila Kinnunen    | Valoa ikkunassa |
| 2      | Christina Hellman | Puuttuva lehti  |
| 3      | Ritva Mustonen    | Portinvartija   |
| 4      | Kai Lind          | Pikku ikkuna    |

## In Cannes
Op het Eurovisiesongfestival zelf trad Finland als vierde van zestien deelnemers aan, na Oostenrijk en voor Joegoslavië. Aan het einde van de puntentelling stond Finland op een gedeelde tiende plaats, met zes punten. Ook Monaco en Nederland behaalden zes punten.
1961 · 1962 · 1963 · 1964 · 1965 · 1966 · 1967 · 1968 · 1969 · 1970 · 1971 · 1972 · 1973 · 1974 · 1975 · 1976 · 1977 · 1978 · 1979 · 1980 · 1981 · 1982 · 1983 · 1984 · 1985 · 1986 · 1987 · 1988 · 1989 · 1990 · 1991 · 1992 · 1993 · 1994 · 1995 · 1996 · 1997 · 1998 · 1999 · 2000 · 2001 · 2002 · 2003 · 2004 · 2005 · 2006 · 2007 · 2008 · 2009 · 2010 · 2011 · 2012 · 2013 · 2014 · 2015 · 2016 · 2017 · 2018 · 2019 · 2020 · 2021 · 2022 · 2023 · 2024 · 2025
België · Denemarken · Finland · Frankrijk · Italië · Joegoslavië · Luxemburg · Monaco · Nederland · Noorwegen · Oostenrijk · Spanje · Verenigd Koninkrijk · West-Duitsland · Zweden · Zwitserland